# Wesselie-Gletscher
Der Wesselie-Gletscher (bulgarisch ледник Веселие lednik Wesselie) ist ein 7 km langer und 2,5 km breiter Gletscher an der Oskar-II.-Küste des Grahamlands auf der Antarktischen Halbinsel. Vom Austa Ridge fließt er südöstlich des Jorum-Gletschers und nordöstlich des Tschernootschene-Gletschers in ostsüdöstlicher Richtung entlang der Nordhänge des Mount Birks zum Spillane-Fjord, den er westsüdwestlich des Caution Point erreicht.
Britische Wissenschaftler kartierten ihn 1976. Die bulgarische Kommission für Antarktische Geographische Namen benannte ihn 2013 nach der Ortschaft Wesselie im Südosten Bulgariens.